# Dayton Biltmore Hotel
Das Dayton Biltmore Hotel ist ein ehemaliges Luxushotel in Dayton (Ohio) in den USA. Es wird heute mit Namen Biltmore Towers – Senior Living als Seniorenwohnheim genutzt.

## Geschichte

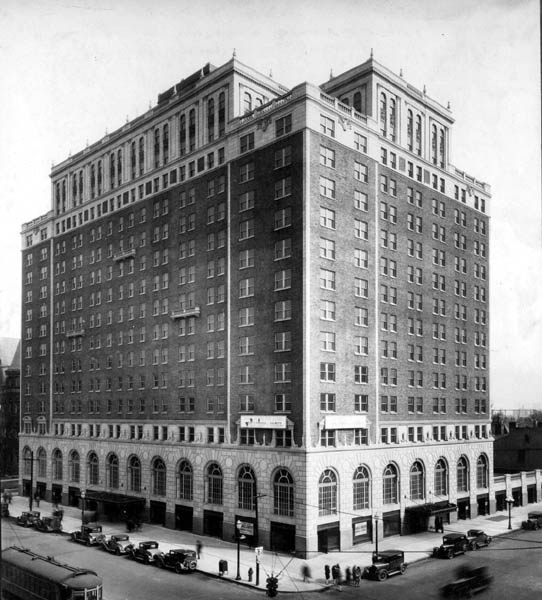
Das Hotel in den 1930er-Jahren

Das Gebäude wurde im Jahr 1929 im Beaux-Arts-Stil in Downtown Ohio nur gut Hundert Meter vom Ufer des Miami River an der Kreuzung der E First Street mit der W Main Street errichtet. In einem der nach Fertigstellung höchsten Gebäude der Stadt eröffnete das Biltmore Hotel noch im selben Jahr und avancierte schnell zu einem der prominentesten Hotels des Landes.
Der Name wurde in Anlehnung an das Biltmore House, einem Herrenhaus auf den Biltmore Estates, einem Landbesitz nahe Asheville (North Carolina) gewählt, das im Auftrag von George Washington Vanderbilt II zwischen 1888 und 1895 erbaut worden war. Er benannte sein Anwesen damals nach seinem Nachnamen, der van der Bildt (deutsch „aus Bildt stammend“) bedeutet, wobei die Gemeinde Het Bildt in den Niederlanden gemeint ist, aus der seine Familie stammte, sowie More, dem altenglischen Wort für „Weites Land“.
Das Biltmore Hotel beherbergte höchst prominente Persönlichkeiten aus Politik und Kunst, wie John F. Kennedy und Elvis Presley, und diente auch als Veranstaltungsort für Konferenzen und Ausstellungen, beispielsweise im März 1952 für die erste Hamvention, eine  Ausstellung und Messe für Amateurfunk.
Nachdem es in den frühen Jahren Teil der Hotelkette Bowman-Biltmore Hotels war, wurde es ab 1946 bis Ende der 1950er-Jahre von Hilton betrieben. In den 1960er-Jahren bis 1974 wurde es Teil von Sheraton Hotels und trug während dieser Zeit den Namen Sheraton-Dayton Hotel. Danach wurde es erneut umbenannt und hieß bis 1981 Biltmore Towers Hotel.
Im Jahr 1981 wurde es von der Kuhlmann Design Group übernommen und in die heutige Seniorenresidenz umgestaltet. Die Biltmore Towers, wie sie heute heißen, verfügen über 230 Appartements mit Größen zwischen 46 und 66 Quadratmetern sowie Freizeiteinrichtungen, wie ein Restaurant, kleinere Geschäfte, Imbisse und auch eine Arztpraxis. Aktueller Eigentümer ist die Apartment Investment and Management Company (AIMCO).
Am 3. Februar 1982 wurde das Gebäude in die offizielle Denkmalliste der Kulturdenkmale in den Vereinigten Staaten aufgenommen, in das National Register of Historic Places (NRHP) (deutsch „Nationales Verzeichnis historischer Stätten“).